# Геология Боливии

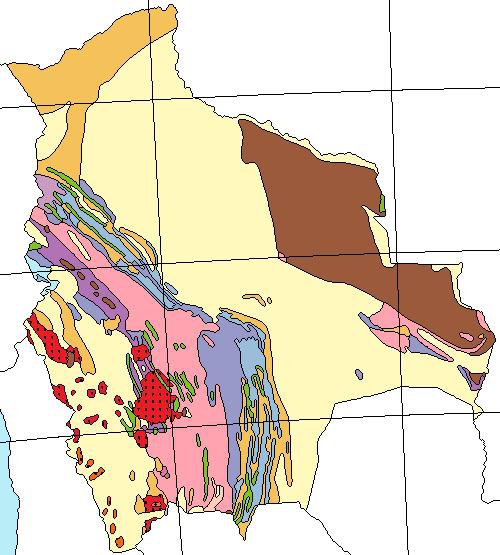
Горные породы:
Четвертичные осадочные породы
Четвертичные вулканические породы
Третичные осадочные породы
Меловые вулканические породы
Меловые породы
Девонские породы
Силурийские породы
Ордовикско-силурийские породы
Докембрийские породы

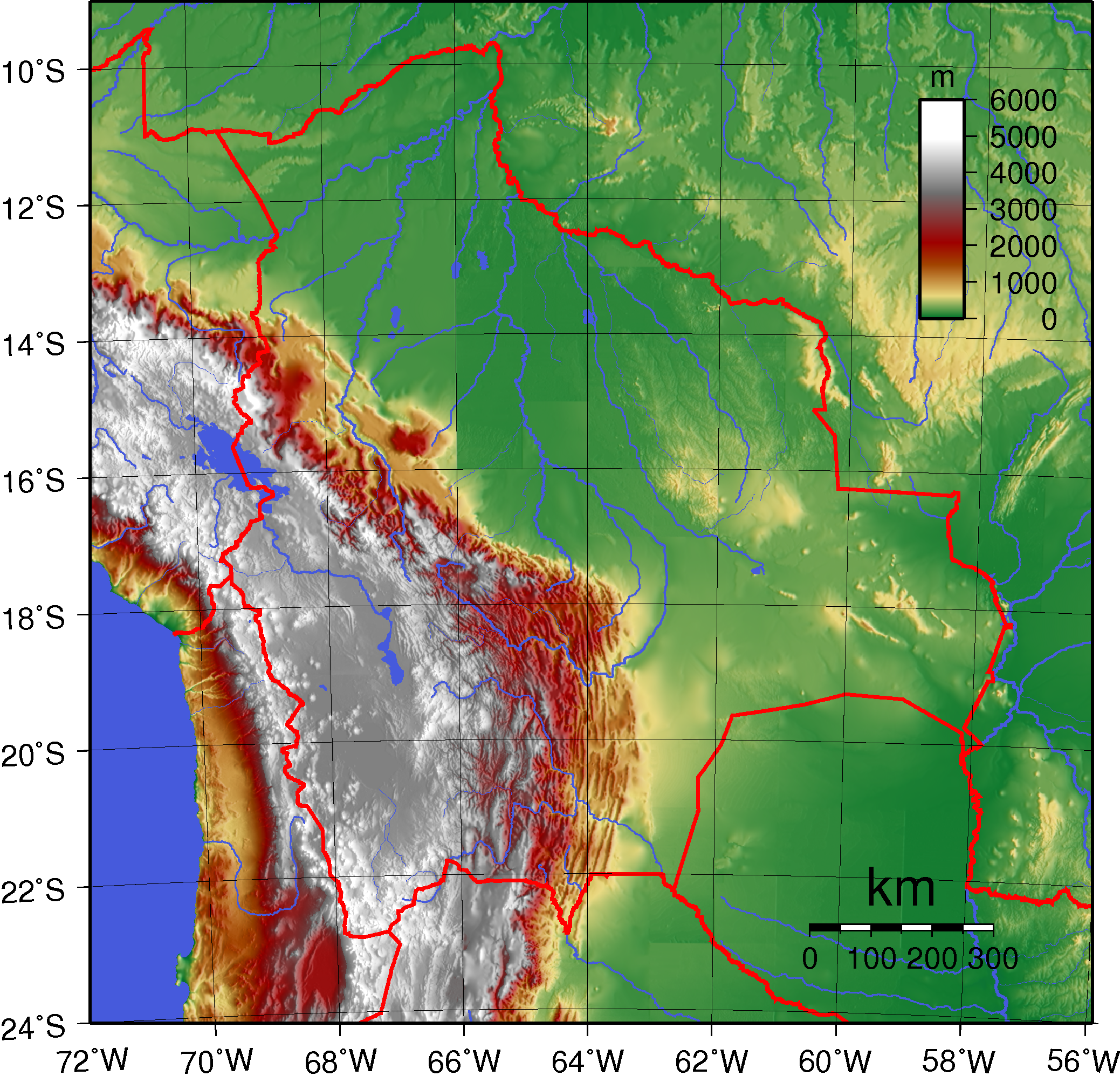
Топографическая карта Боливии

Геология Боливии - геологическое строение Боливии.

## Анды
Анды в Боливии начали подниматься около 200 миллионов лет назад (млн лет назад) в юрском периоде. До подъема Анд западная окраина территории, которая сейчас является Южной Америкой, была местом расположения нескольких других складчатых образований. Толщина коры под Боливийскими Андами составляет до 70 километров.

### Западная Кордильера
Западные Кордильеры состоят из ряда действующих и потухших вулканов, возвышающихся на западном краю плато Альтиплано. Этот хребет бассейн Тихого океана от бессточного бассейна Альтиплано. Западные вулканы Боливии являются частью Центральной вулканической зоны Анд, крупной вулканической провинции верхнего кайнозоя. Извержения вулканов в Боливии редки, последнее из них произошло на Иррупутунку в 1995 году. Вулканические опасности не представляют никакой угрозы для крупных населенных пунктов, которые находятся в восточной части Альтиплано или дальше на восток, вдали от вулканических центров. В Западных Кордильерах сосредоточено большинство действующих вулканов (вулканы, действовавшие в течение последних 10 000 лет), многие старые крупные стратовулканы возвышаются на расстоянии до 100 км от основной линии Западных Кордильер.

### Альтиплано
Между двумя горными цепями расположено высокогорное плато, покрытое солончаками и вулканами. Альтиплано сформировалось порядка 10 миллионов лет назад. Озёра Титикака и Поопо являются остатками озёр, полтора миллиона лет назад покрывавших Альтиплано. В районе вулкана Утурунку почва поднимается со скоростью около 1 см в год.

### Восточная Кордильера
Восточные Кордильеры состоят из изогнутой дуги горных хребтов. Изгиб происходит на широте Кочабамбы и соответствует восточной проекции изгиба береговой линии Южной Америки на границе Перу и Чили. К северу от изгиба горные цепи Кордильеры ориентированы с северо-запада на юго-восток, а к югу от него - с севера на юг. Эти тела гранито-гранодиоритового состава формировались в два этапа: раннемезозойский (199–180 млн лет) и неогеновый (19–8 млн лет). Размещение этих магматических тел было интерпретировано как эффект двух временных уменьшений углов субдукции древней плиты Фараллон. В этой дуге магматического материала находится оловянный пояс Боливии, а также знаменитый серебряный рудник Потоси.

## Низменности
К востоку от Анд расположена Южно-Американская платформа, покрытая осадочным чехлом четвертичной эпохи. Эти районы богаты запасами нефти и природного газа.

## Щит Гуапоре
На севере и востоке департамента Санта-Крус расположен щит Гуапоре (также известен как Амазонский щит), состоящий из метаморфических пород. На границе с Бразилией расположено крупнейшее в мире месторождение железа Эль-Мутун.